# Fehérszárnyú cankó
A fehérszárnyú cankó (Prosobonia leucoptera) a madarak osztályának lilealakúak (Charadriiformes) rendjébe és a szalonkafélék (Scolopacidae) családjába tartozó faj.

## Előfordulása
Tahiti szigeten élt, mely ma Francia Polinéziához tartozik. A természetes élőhelye hegyvidéki patakok voltak.

## Kihalása
Valószínűleg, a behurcolt patkányok (Rattus) okozták kihalását. Közeli rokona az óceáni cankó (Aechmorhynchus cancellatus vagy Prosobonia cancellata) is veszélyben van.